# Storselet (Anundsjö socken, Ångermanland)
Storselet är en sjö i Örnsköldsviks kommun i Ångermanland och ingår i Moälvens huvudavrinningsområde. Sjön har en area på 0,0966 kvadratkilometer och ligger 288,1 meter över havet. Sjön avvattnas av vattendraget Moälven (Åselån).

## Delavrinningsområde
Storselet ingår i det delavrinningsområde (707475-159882) som SMHI kallar för Utloppet av Storselet. Medelhöjden är 344 meter över havet och ytan är 18,23 kvadratkilometer. Räknas de 15 avrinningsområdena uppströms in blir den ackumulerade arean 127,24 kvadratkilometer. Avrinningsområdets utflöde Moälven (Åselån) mynnar i havet. Avrinningsområdet består mestadels av skog (87 procent) och sankmarker (10 procent). Avrinningsområdet har 0,24 kvadratkilometer vattenytor vilket ger det en sjöprocent på 1,3 procent.